# Tokyo Decadence
Tokyo Decadence is een Japanse erotische dramafilm (pink film) uit 1992 geregisseerd door Ryū Murakami.
Ryū Murakami had in 1988 een boek geschreven over prostituees, genaamd Topaz waar hij de film op inspireerde. In Japan werd de film uitgebracht onder de naam Topaz maar in de meeste landen werd de naam Tokyo Decadence gebruikt. Er zijn meerder versies uitgebracht, variërend van 92 minuten tot 112 minuten en mogelijk zelfs een versie van 135 minuten.
De film kwam uit, net na de Japanse beurskrach van 1991 waarbij een periode van economische stagnatie volgde op een periode van ongebreidelde groei en bijbehorende decadentie. De film was geen groot succes maar heeft sindsdien wel een cultstatus verworven.

## Synopsis
Ai is een callgirl, gespecialiseerd in sadomasochisme. Daarnaast werkt ze in een weeshuis voor dove kinderen. Ze wordt gebeld om bij een klant te verschijnen, maar eerst doodt ze de tijd in de stad en bezoekt ze een waarzegster die haar een aantal opdrachten geeft. Later die dag treft ze haar (drugsverslaafde) klant Ishioka in een hotelkamer waar ze de onderdanige rol aanneemt. Na een sessie die uren duurt, vraagt de klant haar of ze wil blijven voor een trio met zijn vrouw. Hierna vertrekt ze maar ze vergeet een ring die ze in opdracht van de waarzegster gekocht heeft.
De volgende dag gaat ze samen met een collega terug naar hetzelfde hotel. Ai probeert nog even in de kamer van haar vorige klant te komen om haar ring te zoeken maar treft een vreend schouwspel aan. Hun nieuwe klant, Suzuki wil wurgseks ondergaan. Dit loopt uit de hand en hij lijkt te sterven. Als ze weg willen gaan komt hij toch weer bij en wil hij nog een keer. Hierna keren ze nogmaals terug naar de kamer van Ishioka en krijgt Ai haar ring terug.
Hierna gaat Ai naar huis en 's avonds treft ze een klant in een restaurant. Hij wil met haar naar bed maar zijn fantasie is dat ze een lijk is. Dit kan ze niet en de klant vraagt zijn geld terug. Haar bazin heeft nu een speciale opdracht voor haar om samen met Meesteres Saki een klant te bezoeken. Tijdens de sessie wordt Ai door saki verleid en later gaan ze naar Saki's luxe appartement om te dineren en drugs te gebruiken.
De volgende dag adviseert Saki haar om toch naar de perverse klant toe te gaan waar ze eerst weg was gegaan. Ze slikt een pil van Saki en gaat erheen maar de drugs beginnen te werken en ze raakt gedesoriënteerd. Dolend door de wijk treft ze een zangeres die haar vertelt waar ze moet zijn. Ze vindt het huis en probeert in te breken waarna ze bijna wordt opgepakt door de politie. De zangeres weet dit te voorkomen. 's avonds in het park wordt ze toegezongen door de zangeres en verschillende visioenen beleeft.

## Spelers
| Acteur           | Personage           |
| ---------------- | ------------------- |
| Miho Nikaido     | Ai                  |
| Sayoko Amano     | Saki                |
| Tenmei Kano      | Ishioka (Mr. Satoh) |
| Kan Mikami       | Klant in restaurant |
| Masahiko Shimada | Suzuki              |
| Yayoi Kusama     | waarzegster         |
| Chie Sema        | Zangeres            |

## Trivia
- Tenmei Kano werd een paar jaar later gearresteerd omdat hij obscene foto's had gepubliceerd.